# Ioan Lobonțiu
Ioan Lobonțiu a fost un preot greco-catolic, vice-arhidiacon și pașoptist. Sub conducerea sa a avut loc prima întrunire din cadrul Revoluției de la 1848 din Transilvania.

## Viața și activitatea
Potrivit lui Corneliu Coposu, Ioan Lobonțiu s-a aflat printre "preoții de mare prestigiu, cu însemnate state de serviciu pentru cauza națională". Ioan Lobonțiu a avut un important rol în propagarea Revoluției de la 1848 în Transilvania. Primul glas de libertate, în cadrul Revoluției de la 1848 în Transilvania, s-a ridicat în Giurtelecu Șimleului, unde, la 19 martie 1848, locuitorii, pînă la unul, avînd în frunte pe Ioan Lobonțiu, au hotărit „să nu mai meargă la slujbă la domni, că-s mântuiți de iobăgie". Era doar la patru zile de la izbucnirea Revoluției la Budapesta.
Ioan Lobonțiu a fost unul dintre cei mai importanți animatori ai vieții sociale și culturale din capitala Comitatului Crasna, Șimleu Silvaniei, la jumatatea secolului al XIX-lea. Pe 10 ianuarie 1850 a participat la cel dintâi congres cultural al Sălajului, convocat de Alexandru Sterca-Șuluțiu. Încă din primii ani de la înființare, a fost membru al ASTRA, cum arată și cotizația plătită în 1868-1869 La inceputul anilor 1870 Simeon Budișian i-a luat locul de preot la Giurtelecu Șimleului
Ioan Lobonțiu a fost căsătorit cu Theodosia. Fiul său Patriciu Lobonțiu (1847 - 14 aprilie 1923) a fost hirotonit în 1871 și a slujit la Sudurău (mai 1872 - 1875) si Silvaș (aprilie 1875 - 14 aprilie 1923); fiul lui Patriciu, Ioan Lobonțiu, a absolvit la Beiuș și a fost decorat cu Ordinul Coroana României. Un alt fiu, Emil Lobonțiu, a fost preot in Boianu Mare, iar fiul acestuia numit tot Emil Lobonțiu a fost vicepreședinte la Camera Deputaților.